# Eduardo López Albizu
Eduardo López Albizu, Lalo (Sestao, 14 de enero de 1931 - Portugalete, 17 de julio de 1992), fue un político socialista español, dirigente histórico del Partido Socialista Obrero Español (PSOE) y sindicalista de la Unión General de Trabajadores (UGT), diputado por Vizcaya y detenido por sus actividades políticas durante el franquismo. Era el padre del líder del Partido Socialista de Euskadi - Euskadiko Ezkerra y ex Lendakari del Gobierno Vasco Patxi López.

## Biografía
Nació en Sestao y era hijo de un empleado de Altos Hornos de Vizcaya. Lalo, como era conocido Eduardo, se convirtió desde su juventud en líder sindical de la Naval de Sestao, donde estaba empleado como ajustador, y miembro de la ejecutiva de UGT, así como responsable de finanzas del PSOE durante la oposición al franquismo. Fue uno de los líderes en el País Vasco del partido en la clandestinidad.
En abril de 1967, tras la huelga de brazos caídos que secundaron 25 000 trabajadores de la industria metalúrgica en Vizcaya, fue declarado por el régimen el estado de excepción en toda la provincia. Fueron detenidos como líderes sindicales Nicolás Redondo, Ramón Rubial y López Albizu, encarcelados en primera instancia en Larrinaga y posteriormente desterrados, siendo enviado a Huércal Overa, en la provincia de Almería, y su esposa, Begoña Álvarez, a Cáceres.
Participó en 1974 en el Congreso de Suresnes, que cambió la orientación política e ideológica del PSOE, y en el que dio su apoyo a Felipe González. Además, fue miembro, entre 1972 y 1979, de la Ejecutiva del partido.
Concurrió a las Elecciones generales de España de 1977, por la provincia de Vizcaya, en las que consiguió el acta de diputado junto a sus compañeros de partido José María Benegas y Nicolás Redondo, siendo diputado hasta 1982. También fue presidente del Partido Socialista de Euskadi-Euskadiko Ezkerra (PSE-EE) de Vizcaya.